# Willian Lima
Willian de Sousa e Lima (Mogi das Cruzes, 31 gennaio 2000) è un judoka brasiliano.
Ai Giochi olimpici di Parigi 2024 ha raggiunta la finale battendo ai quarti il mongolo Yondonperenlein Baskhüü e in semifinale il kazako, poi vincitore del bronzo, Ğūsman Qyrğyzbaev, ma in finale ha dovuto inchinarsi al campione olimpico uscente e quattro volte campione mondiale Hifumi Abe.

## Palmarès
- Giochi olimpici

Parigi 2024: argento nei 66 kg, bronzo nella gara a squadre.
- Giochi panamericani

Santiago del Cile 2023: argento nella gara a squadre miste, bronzo nei 66 kg.
- Campionati panamericani

Guadalajara 2021: oro nei 66 kg.
Lima 2022: oro a squadre miste, bronzo nei 66 kg.
Calgary 2023: bronzo nei 66 kg.
Rio de Janeiro 2024: oro nei 66 kg.